# پنینسولا هتلز
پنینسولا هتلز (انگلیسی: The Peninsula Hotels) شرکت مهمان‌نوازی هنگ کنگی است، که در سال ۱۹۲۸ تأسیس شد.